# Sumpfassel

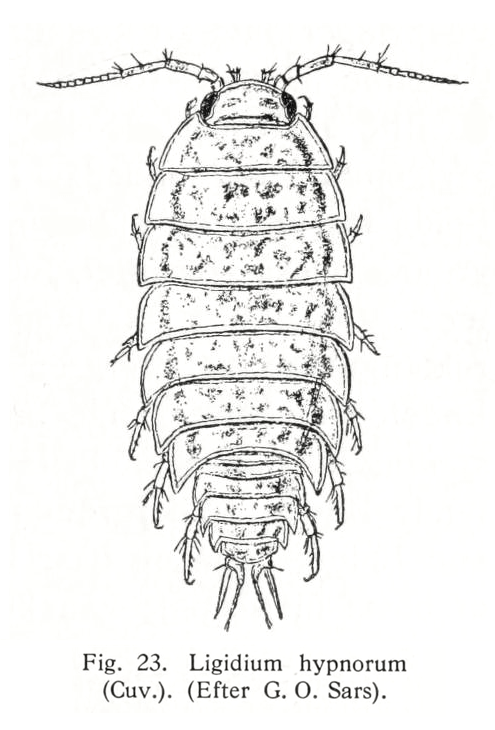
Zeichnung einer Sumpfassel

Die Sumpfassel (Ligidium hypnorum), auch Bruchassel genannt, ist eine in Europa verbreitete Art der Landasseln. Sie bevorzugt sehr feuchte Lebensräume, da ihre Atmung noch über Kiemen statt Tracheen erfolgt.

## Merkmale und Ähnliche Arten
Die Körperlänge bei adulten Tieren beträgt 7–11 mm. Die Grundfarbe ist gelbbraun, grünbraun oder graubraun mit weißen oder gelben Fleckenreihen. Eine Marmorierung kann, aber muss nicht, vorhanden sein. Der glatte Körper ist schmal oval geformt, der Hinterleib (Pleon) ist schmaler als die Brust (Cephalothorax). Die Hinterecken des 1. Körpersegments hinter dem Kopf sind nach vorn gerundet. Die Augen bestehen aus mehr als 5 Ocellen. Am Kopf befinden sich keine Seitenlappen, kein Mittellappen, keine Leisten und auch kein Stirndreieck. Die Fühlergeißel der Antenne besteht aus mehr als 10 Geißelgliedern. Das Telson am Körperende ist breit gerundet. Das 7. Laufbeinpaar der Männchen weist keine Modifikationen auf.
Wichtig für die Unterscheidung der ähnlichen Ligidium germanicum sind die Uropoden am Körperende. Bei beiden Arten trägt das Grundglied der Uropoden einen langen Fortsatz und der Uropoden-Außenast (Exopodit) ist griffelförmig. Aber nur bei Ligidium germanicum überragt der Innen-Ast (Endopodit) den Außen-Ast deutlich, während bei Ligidium hypnorum der Innen-Ast höchstens so lang ist wie der Außen-Ast. Außerdem sind die Gruben auf den Hinterecken des 1. Pereiomers (erstes Segment hinter dem Kopf) nur bei L. hypnorum vorhanden. Durch eine Kombination der charakteristischen großen Augen mit zahlreichen Ocellen und den Formen von Telson, Uropoden und den Hinterecken des 1. Segments lässt sich die Gattung Ligidium in Deutschland nur mit der ansonsten nicht ähnlichen Klippenassel verwechseln. Dennoch können Verwechslungen mit der Moosassel (Philoscia muscorum), der sehr ähnlichen Art Philoscia affinis oder Lepidoniscus minutus auftreten, die in ihrer äußeren Erscheinung zunächst sehr ähnlich sind. Allerdings haben diese Arten nur 3 Geißelglieder an den Fühlern, abgeflachte Uropoden-Außenäste und ein spitz zulaufendes Telson.
Die Sumpfassel besitzt keine Trachealsysteme. Stattdessen gehört sie zur basalen (ursprünglichen) Familie von Landasseln, die amphibisch leben und eine reine Kiemenatmung aufweisen. Dies erklärt auch ihre Präferenz für sehr feuchte Lebensräume. Die Sumpfassel ist in der Lage, lange Zeit untergetaucht zu leben und zu atmen. Nach wenigen Tagen unter Wasser stirbt sie jedoch.

## Verbreitung
Das Verbreitungsgebiet der Sumpfassel reicht im Westen bis nach Frankreich und Großbritannien. In Frankreich fehlt sie dabei nur im Süden und Südwesten, in Großbritannien ist sie dagegen fast ausschließlich im Süden bis Südosten verbreitet. Die nördlichsten Vorkommen finden sich in Schottland (vermutlich durch Verschleppungen), Dänemark, im Süden von Schweden und Estland. Die südlichsten Vorkommen liegen in Mittel- bis Südfrankreich, Kroatien und Rumänien und im Osten zieht sich das Verbreitungsgebiet bis nach Russland und Kleinasien.
In Deutschland ist die Art fast flächendeckend in geeigneten Habitaten verbreitet. Dabei befinden sich nördlich der Mittelgebirge deutlich weniger Fundpunkte als in Süd- und Mitteldeutschland. In Österreich ist die Art ebenfalls weit verbreitet, in der Schweiz dagegen nur stellenweise. In den Alpen kommt die Art ebenfalls nur stellenweise vor, der Nordrand der Alpen markiert an vielen Orten eine Verbreitungsgrenze.
In der Roten Liste gefährdeter Arten in Deutschland gilt die Art als ungefährdet.

## Lebensraum und Lebensweise
Die Sumpfassel bewohnt wie alle Vertreter der Familie Ligiidae sehr feuchte Biotope. Sie findet sich v. a. in feuchter Laubstreu in Mooren und Laubwäldern (vorzugsweise Auwälder oder Bruchwälder). In Hessen kommt sie beispielsweise nur an Bachufern, auf sumpfigen Wiesen und in Erlenbrüchen vor. Eine Ausnahme können synanthrope Standorte bilden, so wurde sie auch schon in Baumschulen auf Kiesboden mit einer feuchten Humusschicht unter Blumentöpfen gefunden.
Aufgrund ihres Bauplans kann die Art nicht gut graben und wird deshalb nur selten unter Holz und Steinen gefunden. Sie gehört zu den wenigen oft frei umherlaufenden Asselarten und lebt oft im Falllaub, zwischen Gräsern, in den Wurzelhälsen von Bäumen und im Genist. Sie besiedelt nur dann die Unterseite von Holz und Steinen, wenn dort schon Nischen zum Unterkriechen vorhanden sind. Diese Stellen sind zwar relativ geschützt, bieten aber nicht den gleichen Schutz wie das Vergraben. Die Sumpfassel gleicht das durch eine große Beweglichkeit aus, sie ist zusammen mit der Moosassel (Philoscia muscorum) eine der schnellsten heimischen Asselarten.
Die Sumpfassel ist häufig mit folgenden Asselarten vergesellschaftet: Hyloniscus riparius, Trichoniscus pusillus und Oniscus asellus. Seltener findet man sie zusammen mit Philoscia muscorum und Trachelipus rathkii.
Bei Störung laufen die Tiere extrem schnell. Die Sumpfassel ist ganzjährig zu finden, die meisten Nachweise gelingen aber zwischen März und Juli.
Die Tiere ernähren sich vor allem von zerfallendem organischen Material, wie Falllaub, Holz, Pilzgewebe, Algen, toten Insekten und Kot.

## Taxonomie
Die Art wurde 1792 von Georges Cuvier als Oniscus hypnorum erstbeschrieben. Es existieren zahlreiche Synonyme der Art. Dazu zählen:
- Ligia melanocephala C.L.Koch, 1838
- Ligidium agile Persoon, 1793
- Ligidium amethystinum Schoebl, 1861
- Ligidium carpathicum Verhoeff, 1937
- Ligidium cursorium Budde-Lund, 1885
- Ligidium persoonii Brandt, 1833
- Ligidium silvaenigrae Verhoeff, 1937
- Oniscus agilis Persoon, 1793
- Zia agilis C.L.Koch, 1841
- Zia melanocephala C.L.Koch, 1841
- Zia paludicola C.L.Koch, 1841
- Zia saundersi Stebbing, 1873

Im Deutschen wird die Art selten auch als Moosassel bezeichnet, da die Art Philoscia muscorum jedoch ebenfalls diesen Trivialnamen trägt, ist er für Ligidium hypnorum nicht zu empfehlen.